# Cayratia anemonifolia
Cayratia anemonifolia là một loài thực vật hai lá mầm trong họ Nho. Loài này được (Zipp. ex Miq.) Suess. miêu tả khoa học đầu tiên năm 1953.